# For All Seasons
For All Seasons è l'album d'esordio del rapper statunitense del Queensbridge Nature, pubblicato il 19 settembre del 2000 dalla Columbia Records e dall'etichetta dei Trackmasters, produttori esecutivi dell'album assieme allo stesso Nature e Killa.
L'esordio di Nature arriva anni dopo la conclusione del progetto The Firm (comprendente, oltre a lui, anche i rapper Nas, AZ e Foxy Brown), in cui aveva sostituito Cormega poco prima dell'inizio dell'unico album prodotto dal supergruppo hip hop The Album. For All Season è praticamente ignorato dalla critica e non ha un grande successo commerciale, pur riuscendo a entrare sia nella Billboard 200 sia nella chart dedicata ai prodotti R&B/Hip-Hop.
Oltre ai Trackmasters, alle produzioni sono presenti anche L.E.S. e DJ Ski. L'unico ospite presente nell'album è Nas.
| Recensione | Giudizio |
| ---------- | -------- |
| AllMusic   | [ 1 ]    |

In una recensione retrospettiva, Matt Conaway recensisce l'album positivamente scrivendo per AllMusic, pur non comprendendo le motivazioni dietro il ritardo dell'album di debutto, che arrivava tre anni dopo lo scioglimento di The Firm: «For All Seasons dimostra che li lavoro di qualità non può essere mai fuori moda», affermando che «[Nature è] un MC eccezionalmente sgargiante e carismatico», ma «anche se offre un debutto avvincente, ci sono tratti di produzioni obsolete che hanno impedito al disco di ottenere lo status di "esordio classico" unendosi alle personalità ora leggendarie del suo quartiere (Run-D.M.C., Rakim, LL Cool J e Nas).»

## Tracce
1. Intro – 1:04 (musica: Dan Stonier & Gavin Allen)
2. Man's World – 4:13 (musica: Trackmasters)
3. We Ain't Friends – 3:41 (musica: Lord Jamar)
4. Shit Like This – 3:00 (musica: L.E.S.)
5. The Ultimate High (featuring Nas) – 4:59 (musica: Ski)
6. Young Love – 3:43 (musica: Curt Gowdy)
7. Go Ahead – 5:02 (musica: Lord Jamar)
8. Nature's Shine – 3:24 (musica: Trackmasters)
9. Smoke – 3:42 (musica: Trackmasters)
10. Remember – 4:30 (musica: Ez Elpee)
11. Talking That Shit – 3:33 (musica: Trackmasters)
12. I Don't Give a Fuck – 3:38 (musica: Tim "Tyme" Riley)
13. Don't Stop – 4:00 (musica: Trackmasters)

Durata totale: 48:29

## Classifiche
| Classifica (2000)         | Posizione massima |
| ------------------------- | ----------------- |
| Stati Uniti               | 50                |
| US Top R&B/Hip-Hop Albums | 13                |